# Dkhissa
Dkhissa (franska: Dkhissa (CR), Dkhissa (Commune Rurale), arabiska: بولمان (البلدية)) är en kommun i Marocko.   Den ligger i prefekturen Meknès och regionen Fès-Meknès, i den nordöstra delen av landet, 120 km öster om huvudstaden Rabat. Antalet invånare är 13 541.